# Nuclei Armati Rivoluzionari
Nuclei Armati Rivoluzionari (español: Núcleos Armados Revolucionarios), abreviado NAR, fue una organización terrorista neofascista italiana activa durante los Años de Plomo desde 1977 hasta noviembre de 1981. Cometió treinta y tres  asesinatos en cuatro años y tenía planes para asesinar a importantes políticos como Gianfranco Fini. El grupo mantuvo estrechos vínculos con la Banda della Magliana, una organización criminal con sede en Roma, que proporcionó apoyo logístico como alojamiento, documentación falsa, armas y bombas a la NAR. En noviembre de 1981 se descubrió que la NAR escondía armas en los sótanos del Ministerio de Salud. El primer juicio contra ellos condenó a cincuenta y tres personas el 2 de mayo de 1985 por cargos de actividades terroristas.

## Acciones
Su ataque más importante fue la Masacre de Bolonia del 2 de agosto de 1980, un ataque con bomba que mató a ochenta y cinco personas. Se pretendía culpar a los grupos militantes de izquierda del atentado, como parte de la llamada estrategia de la tensión. Los miembros del NAR, Valerio Fioravanti y Francesca Mambro, fueron condenados por el atentado.